# Tweede Kamerverkiezingen in het kiesdistrict Ommen

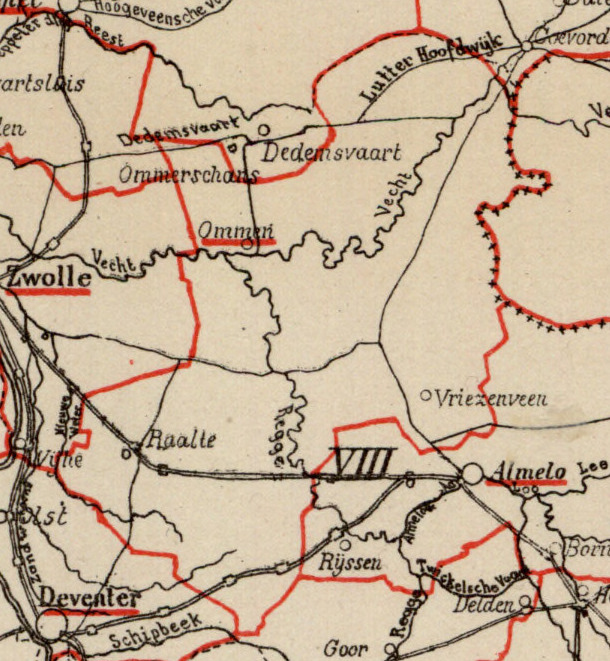
Kiesdistrict Ommen (1888)

Tweede Kamerverkiezingen in het kiesdistrict Ommen geeft een overzicht van verkiezingen voor de Nederlandse Tweede Kamer in het kiesdistrict Ommen in de periode 1888-1918.
Het kiesdistrict Ommen werd ingesteld na de grondwetsherziening van 1887. Tot het kiesdistrict behoorden de volgende gemeenten: Ambt Hardenberg, Ambt Ommen, Den Ham, Gramsbergen, Hellendoorn, Holten, Raalte, Stad Hardenberg, Stad Ommen en Vriezenveen.
Het kiesdistrict Ommen vaardigde in deze periode per zittingsperiode één lid af naar de Tweede Kamer. 
Legenda
- cursief: in de eerste verkiezingsronde geëindigd op de eerste of tweede plaats, en geplaatst voor de tweede ronde;
- vet: gekozen als lid van de Tweede Kamer.

## 6 maart 1888
De verkiezingen werden gehouden na vervroegde ontbinding van de Tweede Kamer.
|                    | 6 maart |
| ------------------ | ------- |
| Kiesgerechtigden   | 2.326   |
| Opkomst            | 2.000   |
| Geldige stemmen    | 1.986   |
| Blanco stemmen     | 3       |
| Kandidaten         |         |
| A. van Dedem       | 1.137   |
| G.J. van der Wijck | 844     |

## 4 april 1888
Alexander van Dedem was bij de verkiezingen van 6 maart 1888 gekozen in twee kiesdistricten, Ommen en Zwolle. Hij opteerde voor Zwolle, als gevolg waarvan in Ommen een naverkiezing gehouden werd.
|                    | 4 april |
| ------------------ | ------- |
| Kiesgerechtigden   | 2.326   |
| Opkomst            | 2.106   |
| Geldige stemmen    | 2.097   |
| Blanco stemmen     | 5       |
| Kandidaten         |         |
| J. van Alphen      | 1.264   |
| G.J. van der Wijck | 833     |

## 9 juni 1891
De verkiezingen werden gehouden na ontbinding van de Tweede Kamer.
|                           | 9 juni | 23 juni |
| ------------------------- | ------ | ------- |
| Kiesgerechtigden          | 2.419  | 2.419   |
| Opkomst                   | 2.056  | 2.155   |
| Geldige stemmen           | 2.050  | 2.135   |
| Blanco stemmen            | 2      | 14      |
| Kandidaten                |        |         |
| J. van Alphen             | 765    | 1.159   |
| E. van Weede van Dijkveld | 845    | 976     |
| J.H.A.M. Essink           | 436    |         |

## 10 april 1894
De verkiezingen werden gehouden na vervroegde ontbinding van de Tweede Kamer.
|                  | 10 april |
| ---------------- | -------- |
| Kiesgerechtigden | 2.415    |
| Opkomst          | 1.205    |
| Geldige stemmen  | 1.176    |
| Blanco stemmen   | 24       |
| Kandidaten       |          |
| J. van Alphen    | 604      |
| J. Willink       | 551      |

## 15 juni 1897
De verkiezingen werden gehouden na ontbinding van de Tweede Kamer.
|                    | 15 juni |
| ------------------ | ------- |
| Kiesgerechtigden   | 6.420   |
| Opkomst            | 5.384   |
| Geldige stemmen    | 5.268   |
| Blanco stemmen     | 116     |
| Kandidaten         |         |
| J. van Alphen      | 2.977   |
| J.T. de Visser     | 1.534   |
| E.E. van Riemsdijk | 757     |

## 14 juni 1901
De verkiezingen werden gehouden na ontbinding van de Tweede Kamer.
|                  | 14 juni |
| ---------------- | ------- |
| Kiesgerechtigden | 5.997   |
| Opkomst          | 4.175   |
| Geldige stemmen  | 4.095   |
| Blanco stemmen   | 80      |
| Kandidaten       |         |
| J. van Alphen    | 2.672   |
| T.M. Wentholt    | 1.432   |

## 16 juni 1905
De verkiezingen werden gehouden na ontbinding van de Tweede Kamer.
|                   | 16 juni |
| ----------------- | ------- |
| Kiesgerechtigden  | 8.078   |
| Opkomst           | 7.291   |
| Geldige stemmen   | 7.189   |
| Blanco stemmen    | 102     |
| Kandidaten        |         |
| J. van Alphen     | 4.114   |
| W.J.M. Engelberts | 3.078   |

## 16 oktober 1908
Jan van Alphen, gekozen bij de verkiezingen van 16 juni 1905, trad op 9 september 1908 af vanwege gezondheidsredenen. Om in de ontstane vacature te voorzien werd een tussentijdse verkiezing gehouden.
|                  | 16 oktober |
| ---------------- | ---------- |
| Kiesgerechtigden | 8.476      |
| Opkomst          | 6.949      |
| Geldige stemmen  | 6.864      |
| Blanco stemmen   | 85         |
| Kandidaten       |            |
| A. Kuyper        | 3.941      |
| T.H. de Meester  | 2.923      |

## 11 juni 1909
De verkiezingen werden gehouden na ontbinding van de Tweede Kamer.
|                  | 11 juni |
| ---------------- | ------- |
| Kiesgerechtigden | 9.026   |
| Opkomst          | 7.375   |
| Geldige stemmen  | 7.250   |
| Blanco stemmen   | 125     |
| Kandidaten       |         |
| A. Kuyper        | 4.141   |
| H.W. Teesselink  | 3.109   |

## 21 oktober 1912
Abraham Kuyper, gekozen bij de verkiezingen van 11 juni 1909, trad op 18 september 1912 af vanwege gezondheidsredenen. Om in de ontstane vacature te voorzien werd een tussentijdse verkiezing gehouden.
|                  | 21 oktober | 28 oktober |
| ---------------- | ---------- | ---------- |
| Kiesgerechtigden | 8.667      | 8.667      |
| Opkomst          | 7.082      | 7.909      |
| Geldige stemmen  | 7.040      | 7.856      |
| Blanco stemmen   | 42         | 53         |
| Kandidaten       |            |            |
| Æ. Mackay Thzn   | 1.888      | 4.305      |
| H. van der Vegte | 3.440      | 3.440      |
| D. Fock          | 1.406      |            |
| A.B. Kleerekoper | 306        |            |

## 27 november 1912
Æneas Mackay Thzn, gekozen bij de verkiezingen van 21 oktober 1912, nam zijn benoeming niet aan. Om in de ontstane vacature te voorzien werd een tussentijdse verkiezing gehouden.
|                               | 27 november |
| ----------------------------- | ----------- |
| Kiesgerechtigden              | 8.667       |
| Opkomst                       | 7.759       |
| Geldige stemmen               | 7.722       |
| Blanco stemmen                | 37          |
| Kandidaten                    |             |
| C.J.A. Bichon van IJsselmonde | 4.181       |
| H. van der Vegte              | 3.541       |

## 17 juni 1913
De verkiezingen werden gehouden na ontbinding van de Tweede Kamer.
|                               | 17 juni | 25 juni |
| ----------------------------- | ------- | ------- |
| Kiesgerechtigden              | 10.304  | 10.304  |
| Opkomst                       | 9.253   | 9.631   |
| Geldige stemmen               | 9.073   | 9.582   |
| Blanco stemmen                | 180     | 49      |
| Kandidaten                    |         |         |
| C.J.A. Bichon van IJsselmonde | 4.469   | 5.078   |
| J.T. de Visser                | 4.337   | 4.504   |
| G. Schotveld                  | 207     |         |
| B. Berends                    | 60      |         |

## 15 juni 1917
De verkiezingen werden gehouden na ontbinding van de Tweede Kamer.
|                               | 15 juni |
| ----------------------------- | ------- |
| Kiesgerechtigden              | 10.876  |
| Opkomst                       | 4.243   |
| Geldige stemmen               | 4.184   |
| Blanco stemmen                | 59      |
| Kandidaten                    |         |
| C.J.A. Bichon van IJsselmonde | 3.276   |
| H.J. Kruidenier               | 908     |

## Opheffing
De verkiezing van 1917 was de laatste verkiezing voor het kiesdistrict Ommen. In 1918 werd voor verkiezingen voor de Tweede Kamer overgegaan op een systeem van evenredige vertegenwoordiging met kandidatenlijsten van politieke partijen.